# (14576) Jefholley
(14576) Jefholley est un astéroïde de la ceinture principale.

## Description
(14576) Jefholley est un astéroïde de la ceinture principale. Il fut découvert le 28 août 1998 à Socorro (Nouveau-Mexique) par le projet LINEAR. Il présente une orbite caractérisée par un demi-grand axe de 2,31 UA, une excentricité de 0,12 et une inclinaison de 2,4° par rapport à l'écliptique.

## Compléments